# Jerzy Cyran
Jerzy Stanisław Cyran (ur. 20 lutego 1936, zm. 28 września 2024) – regionalny polityk samorządowy, były wiceprezydent Katowic.

## Życiorys
Od 1981 do 1984 roku pełnił funkcję wiceprezydenta Katowic. 16 grudnia 1981 roku jako wiceprezydent Katowic był jednym z podejmujących decyzje o pacyfikacji kopalni Wujek. Jest odpowiedzialny za przeprowadzenie akcji pod kryptonimem „Oczyszczania Przedpola” przed bramą Kopalni Wujek.
Od 1992 Jerzy Cyran jest jednym z dwóch likwidatorów spółki Art-B, której prezesami byli Bogusław Bagsik i Andrzej Gąsiorowski.
Bank Handlowo Kredytowy w Katowicach mianował Cyrana na likwidatora.